# Bernard Brodeur
Pour les articles homonymes, voir Brodeur.
Bernard Brodeur né le 10 avril 1956 à Granby, est un notaire, fermier et homme politique québécois. Il a été député du Parti libéral du Québec pour la conscription provinciale de Shefford de 1994 à 2007.

## Biographie
Bernard Brodeur est titulaire d'un diplôme d'études collégiales du Cégep de Granby depuis 1976. Il étudie en science politique à l'Université Laval de 1976 à 1978. En 1980, il obtient un diplôme en droit et un diplôme en droit notarial en 1981. Il est membre de la Chambre des notaires de 1981 à 1994.
Il est notaire à Granby de 1981 à 1994, en plus d'exploiter une ferme d'élevage de bovins limousins de 1985 à 1994.
De 1986 à 1987, il est président du Comité d'exportation-importation de la Canadian Limousin Association, puis président de l'Association des éleveurs de Limousins du Québec de 1989 à 1991, et enfin, directeur national pour le Québec de la Canadian Limousin Association de Calgary de 1988 à 1994.
Il est élu député libéral dans Shefford à l'élection partielle du 28 février 1994. Il est réélu en 1994, en 1998 et en 2003. Il est vice-président de la Commission des transports et de l'environnement de juin 2003 à octobre 2004 et président de la Commission de la culture d'octobre 2004 à février 2007. Durant la campagne électorale de 2007, il propose d'aider les citoyens du comté de Shefford qui n'ont pas de médecin de famille à s'en trouver un, et ce, par l'intermédiaire de son bureau de comté. Cette initiative sera décriée par ses opposants. Il n'est pas réélu en 2007.
Depuis 2001, il est copropriétaire du vignoble La Côte des Limousins, à Roxton Pond. Il est membre de la Commission municipale du Québec depuis le 7 juillet 2008.